# Ogen dicht
Ogen dicht is een nummer van de Nederlandse rapper Typhoon uit 2020. Het is de eerste single van zijn vierde studioalbum Lichthuis.

## Achtergrondinformatie
"Ogen dicht" gaat volgens Typhoon over "de dans van giftigheid in een relatie". Boze woorden worden ingeslikt en wordt gekibbeld om stupiditeiten. Tot écht knallende ruzie komt het niet. "Ik ben conflictvermijdend. Ik word niet snel boos, en als we ruzie hebben kost het mij echt effe de tijd om weer bij te komen. Dit nummer gaat voor mij niet over ruzie, voor mij is het een koude oorlog die je uitvecht", aldus Typhoon.
Op de dag van de release verscheen ook meteen de bijbehorende videoclip en bracht Typhoon het nummer live ten gehore bij De Wereld Draait Door. "Ogen dicht" bereikte de hitparades niet.

## Tracklijst
- Muziekdownload

1. "Ogen dicht" - 3:12